# 中美洲法院
中美洲法院（西班牙語：Corte Centroamericana de Justicia, CCJ）是中美洲統合體主要的常設司法機構。成员国有哥斯达黎加、萨尔瓦多、危地马拉、洪都拉斯、尼加拉瓜、巴拿马，观察员国伯利兹。各成员国将委派正式法官和候补法官各一名在中美洲法院任职。

## 历史
1903年美国总统西奥多·罗斯福大力推动在中美洲与加勒比海地区的香蕉战争，出动美国海军陆战队频繁军事干涉各国，甚至对尼加拉瓜、海地等国长期军事占领近30年。直至1933年美国小罗斯福总统改为采取睦邻政策才停止对香蕉国家的军事干涉控制。在此背景下，1907年12月20日，中美洲的哥斯达黎加、危地马拉、洪都拉斯、尼加拉瓜和萨尔瓦多五国于1907年12月20日在美国首都华盛顿召开中美洲和平会议在美国国务卿伊莱休·鲁特主导下，签订《建立中美洲法院公约》，专门审判缔约国之间的争端，也能审理用尽地方救济后的缔约国国民之间提出的诉讼。1908年3月11日随着危地马拉最后一个批准，该公约开始生效。中美洲法院(Corte de Justicia Centroamericana)实际是美国操控中美洲香蕉共和国的工具。1908年3月25日中美洲法院在哥斯达黎加最大城市卡塔戈（因此也被称作“卡塔戈法院”）开始运作。1910年5月4日卡塔戈被地震摧毁。1911年初迁圣何塞，美国大亨安德鲁·卡内基捐款10万美元建设法院大楼（海牙国际法院也是如此获捐）。是全世界第一所国际法院，五个成员国各派出一名法官组成。1917年3月，尼加拉瓜退出该法院公约。1918年3月12日，《建立中美洲法院公约》十年期限届满，该法院解散。十年间聆讯了10起案例，其中5起时个人起诉并因管辖权而撤诉，3起是法院创建时承接的案子。 
1. Honduras contra El Salvador y Guatemala (1908)（西班牙语：Honduras contra El Salvador y Guatemala (1908)）
2. Onofre Silva Castillo contra El Salvador (1908)（西班牙语：Onofre Silva Castillo contra El Salvador (1908)）
3. Pedro Andrés Fornos Díaz contra Guatemala (1909)（西班牙语：Pedro Andrés Fornos Díaz contra Guatemala (1909)）
4. Laureano Irías contra José Santos Zelaya López (1909)（西班牙语：Laureano Irías contra José Santos Zelaya López (1909)）
5. Salvador Cerda contra Costa Rica (1910)（西班牙语：Salvador Cerda contra Costa Rica (1910)）
6. Felipe Molina Larios contra Honduras (1913)（西班牙语：Felipe Molina Larios contra Honduras (1913)）
7. Alejandro Bermúdez Núñez contra Costa Rica (1914)（西班牙语：Alejandro Bermúdez Núñez contra Costa Rica (1914)）
8. Daniel Escalante y otros contra Costa Rica (1914)（西班牙语：Daniel Escalante y otros contra Costa Rica (1914)）
9. Costa Rica contra Nicaragua (1916)（西班牙语：Costa Rica contra Nicaragua (1916)）
10. El Salvador contra Nicaragua (1917)（西班牙语：El Salvador contra Nicaragua (1917)）

中美洲統合體旗幟

1951年10月14日，在二战后共产主义意识形态在拉丁美洲蔓延壮大的背景下，哥斯达黎加、萨尔瓦多、危地马拉、洪都拉斯和尼加拉瓜5国签订《中美洲国家组织宪章》（即“德古加西巴協議”），成立区域性国际组织中美洲国家组织 。1952年12月12日《中美洲国家组织宪章》修订以设立中美洲法院（Corte Centroamericana de Justicia, or CCJ），但由于内部各国的边界冲突，该法院迟迟没能组建。
1960年12月13日，危地马拉、萨尔瓦多、洪都拉斯和尼加拉瓜签订了《中美洲经济一体化总条约》。哥斯达黎加由于其经济繁荣和政治稳定没有选择加入。1962年8月2日，哥斯达黎加、洪都拉斯、尼加拉瓜、萨尔瓦多、危地马拉等五国在哥斯达黎加首都圣何塞签订建立中美洲共同市场协议，正式成立中美洲共同市场。1962年12月12日，中美洲各国签署备忘录恢复中美洲法院运作。随后的30年，该法院保持不活动状态。直至1991年创立中美洲一体化体系，中美洲法院接受巴拿马与伯利兹为观察员国。1994年，中美洲法院的首个案例达成调解。至2005年已经聆讯近70个案子。 